# ماداوا دمالاباج
ماداوا دمالاباج (به لاتین: Madawala Demalabage) یک روستا در سری‌لانکا است که در استان مرکزی واقع شده‌است.